# William Henry Whitmore
William Henry Whitmore, né le 6 septembre 1836 dans le quartier de Dorchester de la ville de Boston, dans le Massachusetts, et mort le 14 juin 1900 dans la même ville, est un homme d'affaires, homme politique et généalogiste américain.

## Biographie
William Henry Whitmore naît à Dorchester dans le Massachusetts, le 6 septembre 1836,. Fils d'un marchand de Boston, il étudie dans les écoles publiques de la ville. Il consacre les loisirs de sa vie professionnelle à la recherche et à la rédaction d'ouvrages anciens. Pendant huit ans, il est membre du Conseil commun de Boston, dont il est devient président en 1879, et il est administrateur de la Bibliothèque publique de Boston de 1885 à 1888 . Le diplôme d'AM lui est conféré par Harvard et Williams en 1867.
Vers 1868, il est l'un des détenteurs du brevet d'une machine pour fabriquer des sucres en morceaux et, en 1882, il fait breveter une machine pour fabriquer de l'hyposulfite de sodium. Ses « Tablettes ancestrales » (Boston, 1868) est une invention destinée aux généalogistes ; il s'agit d'un ensemble de pages découpées et arrangées de manière à permettre l'insertion d'un pedigree sous une forme condensée.
Il est l'un des fondateurs de l'Historical Magazine en 1857, de la Prince Society en 1858 et de la Boston Antiquarian Society en 1879, à laquelle succéda la Bostonian Society. William Henry Whitmore est rédacteur en chef du New England Historical and Genealogical Register, dans lequel nombre de ses articles ont été publiés pour la première fois, et du Heraldic Journal, qu'il  fonde en 1863.
Il épouse Fanny Therese Walling Maynard le 11 juin 1884, le couple a un fils.
William Henry Whitmore meurt à Boston le 14 juin 1900.

## Publications
Il a édité :
- The Poetical Works of Winthrop Mackworth Praed (New York, 1860)
- The Hutchinson Papers, with William Appleton (2 vols., Boston, 1865), for the Prince Society
- Dunton's Letters (1867), for the Prince Society
- Andros Tracts (3 vols., 1868-'74), for the Prince Society
- A Record of the Descendants of Captain John Ayres of Brookfield, Mass (1870, Boston, T.R. Marvin & Son, 88 Pages)
- Records of the Boston Record Commission, which he established in 1875 (20+ vols.)
- Sewall's Diary, co-editor, writing all the local notes (Boston, 1875-'82)

Il a préparé la codification des lois en vue de son adoption, et sa codification a été adoptée par le corps législatif presque sans modification en 1876.
Autres ouvrages politiques :
- Revision of the City Ordinances, with Henry W. Putnam (1882)
- Report on the State Seal, accepted by the legislature in 1885

Il a réimprimé en fac-similé les Laws of Massachusetts of 1672 (Boston, 1887).
Whitmore a collaboré à divers magazines, nationaux et étrangers, et est l'auteur de nombreuses généalogies, dont les plus importantes sont celles des familles Temple, Lane, Norton, Winthrop, Hutchinson, Usher, Ayres, Payne, Whitmore, Lee, Dalton et Wilcox.
Autres ouvrages :
- Handbook of American Genealogy (Albany, 1862), réimprimé avec des ajouts sous le titre The American Genealogist (1868)
- The Cavalier Dismounted, an essay (Salem, 1864)
- Elements of Heraldry (Boston, 1866)
- Massachusetts Civil List, 1636-1774 (Albany, 1870)
- Copp's Hill Epitaphs (Albany, 1878)
- History of the Old State-House, issued by the city of Boston (1882)
- Life of Abel Brown, le graveur (Boston, 1884)